# Marco Guida
Marco Guida (Pompei, 7 giugno 1981) è un arbitro di calcio italiano.

## Carriera
Laureato in economia, appartiene alla sezione AIA di Torre Annunziata, dove è cresciuto e risiede. È arbitro effettivo dall'età di 15 anni, e precisamente dal 20 dicembre 1996. Nei successivi sette anni dirige nelle categorie inferiori, fin quando, al termine della stagione sportiva 2002-2003, approda in serie D, nel cui organico arbitrale militerà per altri quattro anni. Al termine della stagione 2006-2007 approda nell'organico arbitrale dell'allora Serie C, all'epoca Lega Pro.
Nel giugno 2009, dopo soli due anni di permanenza nell'organico arbitrale della C.A.N. C (record eguagliato, ottenuto anche da Matteo Trefoloni e Paolo Tagliavento) e 22 presenze in Serie C1 (a cui vanno aggiunte le finali play-off di Serie C2 Giulianova-Prato e Pescina-Gela), viene promosso in C.A.N. A-B all'età di 28 anni, per decisione dell'allora designatore Giancarlo Dal Forno.
Sfiora dunque il record assoluto come arbitro più giovane promosso in A e B: infatti il collega Sebastiano Peruzzo di Schio lo anticipò di soli tre mesi. Esordisce in Serie B alla prima giornata, in occasione di AlbinoLeffe-Vicenza 2-2, il 21 agosto 2009. Il 31 gennaio 2010 debutta in Serie A, in occasione della gara Chievo-Bologna. Il 3 luglio 2010, con la scissione della C.A.N. A-B in C.A.N. A e C.A.N. B, viene inserito nell'organico della C.A.N. B; tuttavia nel corso della stagione viene designato più di una volta anche in Serie A. Il 12 luglio 2010 viene designato come quarto ufficiale in una partita del secondo turno preliminare di Europa League 2010-2011.
Nel giugno del 2011 è designato per la finale play off serie B di ritorno tra Novara e Padova, e pochi giorni dopo riceve, presso la sezione AIA di Bologna il Premio Giorgio Bernardi, destinato al miglior arbitro esordiente in Serie A. Il 30 giugno 2011 viene promosso alla C.A.N. A.
Dal 1º gennaio 2014 riceve la nomina al rango di internazionale. Nel prosieguo dell'anno, il 2 marzo dirige per la prima volta in carriera una "classica" del calcio italiano: Milan-Juventus. Il 17 luglio debutta nelle Coppe Europee e precisamente in Europa League dirigendo a Burgas la partita d'andata valida per il secondo turno di qualificazione tra i bulgari del Botev Plovdiv e gli austriaci del St. Polten (2-1). Il 4 settembre fa il suo esordio in una gara tra nazionali maggiori, dirigendo a Pola un'amichevole tra Croazia e Cipro. Infine il 23 novembre dirige per la prima volta il derby di Milano: ne seguiranno altri tre, di cui due consecutivi.
Nel luglio 2015 è selezionato dall'UEFA per il Campionato europeo di calcio Under-19 2015. Fresco reduce dall'Europeo, il 23 luglio fa il debutto stagionale in UEFA Europa League arbitrando la gara di ritorno del secondo turno di qualificazione tra gli scozzesi dell'Aberdeen e i croati del Rijeka.
Il 2 giugno 2016 dirige a Wembley un'amichevole di preparazione agli Europei 2016 tra Inghilterra e Portogallo. Nel marzo 2017 è designato per dirigere la finale 2017 del Viareggio Cup World Football Tournament Coppa Carnevale. Nell'ottobre 2018 viene designato dall'UEFA per l'esordio nella fase a gironi della UEFA Europa League. Nell'occasione dirige un match della seconda giornata tra i norvegesi del Rosenborg e i tedeschi del RB Lipsia.
Martedì 22 ottobre 2019 ha debuttato nella fase a gironi della UEFA Champions League, dirigendo a Londra la partita tra Tottenham e Stella Rossa; per l'occasione è stato coadiuvato dagli assistenti Filippo Meli e Ciro Carbone, con Maurizio Mariani quarto ufficiale. Il 1º settembre 2020 viene inserito nell'organico della CAN A-B, nata dall’accorpamento di CAN A e CAN B: dirigerà sia in Serie A che in Serie B. Nella stagione 2020-2021 viene designato in 10 partite del massimo campionato e per 4 in cadetteria.
Dal 1º gennaio 2021 figura nella lista dei Video Match Officials (ufficiali di gara che svolgono la funzione di VAR) della FIFA. Il successivo 21 aprile viene scelto per i XXXII Giochi Olimpici di Tokyo (in programma dal 22 luglio al 7 agosto) in qualità di VAR (Video Assistant Referee). È stato impegnato in sette incontri, cinque maschili e due femminili tra cui, come AVAR, la finale per la medaglia d'oro tra Canada e Svezia.
Il 24 maggio 2022 viene designato per la finale di andata dei play-off di Serie B tra Monza e Pisa. L'anno successivo viene designato per la finale di ritorno dei play-off di Serie B tra Bari e Cagliari. A fine 2023 viene promosso nella categoria arbitrale internazionale Élite. Al termine della stagione 2023-2024 raggiunge 200 presenze in Serie A.
Il 23 aprile 2024 la UEFA lo ha convocato per il campionato d'Europa 2024 in Germania, insieme al collega Daniele Orsato, agli assistenti Filippo Meli, Giorgio Peretti, Ciro Carbone e Alessandro Giallatini, ed ai VAR Massimiliano Irrati e Paolo Valeri.